# جورج اوبرایان (هنرپیشه)
جورج اوبرایان (انگلیسی: George O'Brien؛ ۱۹ آوریل ۱۸۹۹ – ۴ سپتامبر ۱۹۸۵) یک هنرپیشه، خواننده و افسر اهل ایالات متحده آمریکا بود. وی بین سال‌های ۱۹۲۲ تا ۱۹۶۴ میلادی فعالیت می‌کرد.

## گزیده فیلمشناسی

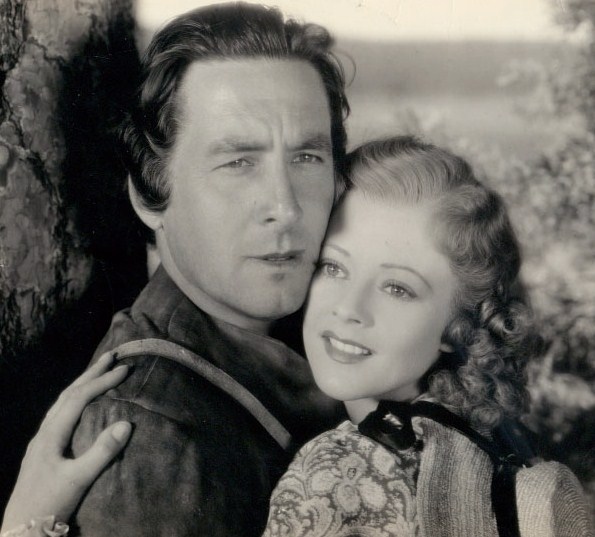

از فیلم‌ها یا برنامه‌های تلویزیونی که وی در آن نقش داشته‌است می‌توان به آثار زیر اشاره کرد.
- متشکرم (فیلم ۱۹۲۵) (۱۹۲۵)
- سیل جانزتاون (فیلم ۱۹۲۶) (۱۹۲۶)
- ۳ مرد بد (۱۹۲۶)
- عشق پولی (۱۹۲۷)
- طلوع: آواز دو انسان (۱۹۲۷)
- کشتی نوح (فیلم ۱۹۲۸) (۱۹۲۸)
- سلام نظامی (فیلم ۱۹۲۹) (۱۹۲۹)
- یک ترور مقدس (۱۹۳۱)
- دژ آپاچی (۱۹۴۸)
- او یک روبان زرد بست (۱۹۴۹)
- پاییز قبیله شاین (۱۹۶۴)

## مرگ
اوبرایان در سال 1981 دچار سکته مغزی شد و در چهار سال آخر عمرش در بستر بود. او در سال 1985 در برکن ارو، اوکلاهاما ، در حومه تولسا درگذشت . پسرش دارسی استاد دانشگاه تولسا بود.